# Едуард VI
Едуард VI (на английски: Edward VI; * 12 октомври 1537; † 6 юли 1553) е крал на Англия и Ирландия. Коронясан е на 20 февруари 1547 г., когато е бил на девет години. Едуард VI е третият монарх от династията на Тюдорите и е първият английски монарх протестант.

## Произход и възкачване на престола
Едуард е роден през 1537 г. Син е на Хенри VIII и лейди Джейн Сиймур. Възкачва се на трона през 1547 г. След смъртта на баща си, още само деветгодишен, Едуард е сгоден за братовчедка си – младата шотландска кралица Мария Стюарт. Лошите англо-шотландски отношения обаче развалят годежа. Той умира на 15 години, без да се е женил.

## Крал на Англия (1547 – 1553)

### Регентство на Сиймур
Малолетието на Едуард е причина за борби за власт в кралския двор. Хенри VIII в последните дни от живота си се опитва да предотврати този проблем, разпореждайки се от името на малолетния крал да управлява Регентски съвет, докато той навърши пълнолетие. Главната грижа за Едуард е поверена на вуйчо му Едуард Сиймур. Създаден е Регентски съвет, начело със Сиймур. Съветът се грижи добре за младия крал и държавата, но за да защити протестантските интереси, си служи с религиозен радикализъм. Молитвеникът, дело на Томас Кранмър, архиепископ на Кентърбъри, е узаконен през 1549 г. за новия начин на богослужение, с което се решава един от спорните въпроси. Законите за ереса са отменени и така Англия е превърната в убежище за еретиците от континента. Католиците са удовлетворени от умерения протестантизъм, но крайните протестанти искат усилване на реформите, като по този начин задълбочават раздора.
Икономическата криза засяга Англия при царуването на Едуард, а външната политика е в безпорядък. Разтурването на манастирите и новата религия оставят редица църковни чиновници без работа, безработицата се увеличава чувствително, отнемането на манастирските земи оставя много селяни без работа и средства за препитание. Монетната система до такава степен е понижена, че са изсечени монети от метали с по-ниска стойност. Монетите от Новия свят наводняват Англия. Френско-шотландският съюз застрашава Англия и английската армия атакува северния си съсед. Шотландците са разбити при Пинки. Едуард Сиймур, херцог на Съмърсет и лорд-протектор, е екзекутиран през 1552 г. Започва една от най-мрачните епохи в английската политическа история.

### Регентство на Дъдли
Начело на Регентския съвет застава Джон Дъдли, граф на Уоруик. Дъдли е амбициозен човек, който е воден от желанието си да стане най-големият земевладелец в Англия. Той убеждава Едуард, че на 12 години той навършва пълнолетие и е готов за управление. Той също така контролира „кесията“ на Едуард. Дъдли е издигнат за херцог на Нортъмбърланд и без да има официална власт, той фактически управлява Англия. Регентският съвет под негово ръководство систематично конфискува църковни имоти, което поради задаващата се вълна от радикален протестантизъм изглежда логично и оправдано продължение на реформите на Хенри VIII.
Амбициите на Дъдли растат пропорционално на увеличаването на властта му. Той се опитва да се обвърже и роднински с кралското семейство чрез брачен съюз на сина му с една от възможните наследнички на престола – лейди Джейн Грей. Пред него се открива възможност да стане толкова влиятелен, че да възстанови практиката да определя краля, както е правел през миналия век Ричард Невил.

#### Линията на наследяване
Съгласно завещанието на Хенри VIII, след Едуард наследнички на трона последователно са сестрите му Мери и Елизабет (по-късно двете царуват като Мери I и Елизабет I), следвани от потомците на леля му Мария Тюдор: дъщерята Франсис Грей и децата ѝ. Дъдли убеждава Едуард, че сестра му Мери ще унищожи протестантстките реформи, които са извършени през царуването му. В действителност Дъдли знае, че Мери ще възстанови католицизма и ще върне на църквата конфискуваните земи, от които са забогатели членовете на Регентския съвет. Искането на Дъдли за радикализъм има за цел сестрите на Едуард Мери и Елизабет да бъдат обявени за незаконородени и да бъдат изключени от реда на наследяване на короната. Така наследница на короната става дъщерята на Франсис Грей – лейди Джейн Грей, която е сред малцината близки приятели на Едуард. Дъдли успява да уреди сватбата на неговия син Гилфорд с Джейн Грей през май 1553 г.

#### Смърт
Едуард VI умира от туберкулоза на 6 юли 1553 г., оставяйки открит въпроса за наследството на английската корона. Джейн против желанието си е обявена за кралица от Регентския съвет. Мери отива във Фрамлингам (Съфолк) и обявява претенцията си за трона. Дъдли организира армия, която да плени Мери, но се проваля. Съветът изоставя Дъдли и Мери, печелейки масова подкрепа от нацията, потегля за Лондон. Джейн Грей е затворена в Тауър до 1554 г., когато е екзекутирана по заповед на Мери.

## В литературата
- Едуард е прототип на един от главните герои в романа на Марк Твен „Принцът и просякът“.